# Carinata flaviscutetata
Carinata flaviscutetata är en insektsart som beskrevs av Li och Wang 1992. Carinata flaviscutetata ingår i släktet Carinata och familjen dvärgstritar. Inga underarter finns listade i Catalogue of Life.